# Paiste
Paiste es una empresa especializada en el diseño y fabricación de Platillos, Gongs e instrumentos de percusión.
La historia de esta conocida compañía de platillos comienza en el año 1901, cuando el padre de Michail Toomas Paiste llega a Rusia desde Estonia, luego de servir para la Guardia del Zar. En San Petersburgo, inicia una empresa de publicidad y una tienda de música, donde creaban y reparaban modestos instrumentos musicales. El negocio iba bien hasta que los inicios de la Revolución rusa obligaron a cerrar la tienda. 
En el año 1917, Michail Toomas Paiste, decide regresar a su país de origen, Estonia, a la ciudad de Tallin específicamente. Es aquí donde reabre la tienda de música y comienza a crear platillos para orquestas y bandas de marcha, junto a su hijo Michail M. Paiste, quien pronto tomaría las decisiones y el control total del negocio. Buscando estar al tanto de las últimas demandas de la música moderna, Michail M. Paiste, comienza a trabajar en su propio concepto de platillos turcos, los cuales, en ese punto, prefería por sobre los platillos chinos, además en este tiempo desarrolla sus primeros Gongs. Como resultado a todo lo anterior, la empresa recibió premios y el reconocimiento internacional, con lo que comienza la exportación a Europa y Estados Unidos. 
Pasó el tiempo y la Segunda Guerra Mundial obligó a Michail M. a abandonar Estonia y trasladar su empresa a Polonia. Aquí, en el año 1940, se restableció, sólo para lidiar con los tiempos de guerra y la escasez de materiales con los cuales trabajar. Las dificultades en las relaciones internacionales y lo antes mencionado, hicieron muy difícil mantener con vida a la compañía.
Para el año 1945 y finalizando la guerra, Michail M. y su familia escapan de Polonia, llegando, como refugiados, a Alemania, donde por tercera vez comienzan a fabricar platillos y gongs. Gracias a la excelente reputación que había construido la marca a través de los años, restablecer relaciones de negocio no fue difícil, y es así como Paiste logra formar una sólida red de exportación. 
En el año 1957, la empresa se expande a Suiza dejándola en manos de una tercera generación, sus hijos Robert y Toomas. En 1981 se establece finalmente en Estados Unidos. Por último, en el año 1995, vuelve a Estonia y se establece en España. 
Algunas de sus creaciones son el "Flat ride" en conjunto con Joe Morello y el "Sound Edge Hi-hat" introducidos en la serie FORMULA 602 en los años 60, esta serie de aleación B20, al igual que la serie SOUND CREATION introducida en 1975 y descontinuándose en 1989, con una gran gama de modelos como el Dark Ride, Bell Ride, Sound Edge Dark Hi-hat, Dark Crash, Short Crash, algunos en conjunto con Jack DeJohnette.Y en 1963 la aleación B8 en las serie STAMBUL 1965 y las posteriores GIANT BEAT 1967 y 2002 1971.

## Gamas de platillos

### Gamas vigentes
Paiste 101 Brass

La gama más "baja" de Paiste, está hecha de latón por lo cual no es costosa. Son platillos completamente profesionales pero hechos de latón. 

Tiene un martilleado y torneado hecho a máquina, que sirve más de estética que para el sonido del plato, pero que aunado al material, proceso de fabricación, etcétera; consiguen un sonido característico, único e irrepetible que no ofrecen ninguno de los platillos Paiste de gama "alta"(y en general ningún platillo de cualquier material y/o compañía)  .

Se introdujo en el 2005.

Hechos en Alemania.

Paiste PST 3

Gama baja de Paiste, hecha de latón y bronce. 

El martilleado y torneado están hechos a máquina con nueva tecnología (de allí su nombre "Paiste Sound Technology"), lo cual le da un sonido más característico y orgánico que el resto de platillos de brass.

Se introdujo en el 2005.

Hechos en Alemania.

Paiste PST 5

Gama media de Paiste, hecha de bronce B8 (CuSn8). 

El martilleado y torneado están hechos con máquinas. 

Están hechos de bronce, tienen buen sonido y no son costosos.

Se introdujo en el 2005.

Hechos en Alemania.

Paiste PST 7

Gama media alta de Paiste, hecha de bronce 2002.

La base de PST7 es de bronce que se deriva de la legendaria serie 2002.

Los platillos se tornean por artesanos suizos a mano para lograr su aspecto tradicional distintivo y acabado.

Se introdujo en 2014.

Hechos en Suiza.

Paiste PST 8

Gama media alta de Paiste, hecha de bronce 2002.

La base de PST8 es de bronce que se deriva de la legendaria serie 2002.

Los platillos se martillean a mano por artesanos suizos de manera tradicional.

Se introdujo en 2012.

Hechos en Suiza.

Paiste Alpha

Gama media alta de Paiste, hecha de bronce 2002. 

Martilleado a máquina luego complementado con martilleado manual tradicional y torneado a máquina. 

Con acabados y sonido brillante, pueden arrojar efectos armónicos.

Se introdujo en 1991 fabricada en Suiza. Se renovó en 2006.

Hechos en Alemania.

Paiste Black Alpha

Gama media alta de Paiste, hecha de bronce (CuSn8 Bronze) es como la Alpha común pero de color negro, el martilleado es parecido a la Alpha común. Posee poca variedad de platos. Su sonido es brillante y con mucho sustain.
Se introdujo en el 2008.
Hechos en Alemania
Paiste Noise Works

Gama alta de Paiste, hecha de varias aleaciones como son la "Paiste Signature Bronce", el bronce Cusn8 y el latón NS63.

Martilleado y torneado hechos a mano.

Esta gama se caracteriza por ser de Stacks (un plato sobre otro) y de tener Hi-Hats de medidas pequeñas. Estos platos se enfocan a la música electrónica y alternativa por el sonido arenoso y brillante que dan.

Se introdujo en el 2002.

Hecha en Suiza.

Paiste Giant Beat

Gama alta de Paiste, hecha con bronce CuSn8.

Martilleado y torneado a mano.

Esta gama es muy parecida a la 2oo2 solo que más "sesentera"

Se introdujo en 1967 pero se descatalogó, hasta ser reintroducida en el 2005.

Hecha en Suiza.

Paiste Rude

Gama alta de Paiste, hecha con bronce Cusn8.

Martilleado a mano, no tiene torneado.

Es una gama de sonido muy ruidoso, a tal grado de ser poco musical. Estos platos tienen un gran "sustain", muchos armónicos y gran grosor ya que están diseñados para tocar con fuerza y volumen. Los preferidos de Stewart Copeland (de The Police) hasta que se pasó a la gama Signature.

Se introdujeron al mercado en 1980.

Hecha en Suiza.

Paiste 2oo2

Gama alta de Paiste, hecha con bronce CuSn8.

Martilleado y torneado hechos a mano.

Esta gama ha estado presente en las raíces del rock, ya que los bateristas de banda como Led Zeppelin y Pink Floyd utilizaron esta línea de platos.

Se introdujeron en 1971.

Hecha en Suiza.

Paiste Twenty

Gama alta de Paiste, hecha con el legendario bronce SnBz20 con el que se fabricaban los antiguos platos turcos.

Martilleado y torneado hechos a mano.

Esta gama es un cambio para Paiste, ya que son platos de estilo turco, al contrario del resto de sus productos, más europeos.

Se introdujero en el NAMM del 2007.

Hechos en Suiza.

Paiste Signature

Gama alta de Paiste, hecha de la aleación especial de Paiste, la "Paiste Signature Alloy"

Martilleado y torneado complejos y variados hechos a mano.

Tiene platos de todos tamaños y pesos. También se caracteriza por tener un sonido y acabado muy brillante (aunque tiene platos de acabado y sonido oscuro), son versátiles y tienen platos como el Medium Hi-Hat 

Se introdujeron en 1989.

Hechos en Suiza.

Paiste New Signature

Gama alta de Paiste, hecha de la aleación especial de Paiste.

Martilleado y torneado bastante complejos, hechos a mano.

La New Signature se divide en 3 categorías: la "Dark Energy", "Mark I" y "Mark II". Estos platos dan un sonido oscuro y con armónicos que van de lo brillante a lo oscuro.

Se introdujeron en el 2004

Hecha en Suiza.

Paiste Traditionals

Gama alta, hecha con la aleación especial de Paiste.

Martilleado y torneado a mano.

Los Traditionals recrea los sonidos de la era de los 40 hasta los 60, como el Jazz, Blues, Big Band y Be-Bop. Se caracterizan por su variedad de sonidos que van de lo oscuro y cálido a lo brillante. 

Se introdujeron en 1996.

Hecha en Suiza.

Paiste FORMULA 602 

Platillos fabricados de Bronzce B20. Fueron lanzados en 1959 y reintroducida nuevamente el 2011.Con los modelos Thin crash,
Meduin Ride, Flat Ride y SoundEdge Hi-hat.
Hecha en Suiza.

### Líneas descatalogadas
- 302(MS63), 402(NS12), 502(B8), 802(B8)

Platillos económicos lanzados en los 90 y discontinuados en 2000. Fueron reemplazados por la línea PST, o Paiste Sound Technology
- Paiste BrassTones (MS63)

Platillos económicos fabricados de cobre lanzados en los comienzos de los 90 y discontinuados a mediados de los 90
- Paiste 200 (MS63)

Platillos de nivel avanzado, fabricados de cobre. Lanzados en 1986 y discontinuados en 1992
Paiste 201

Gama baja de Paiste, hecha de bronce B8 (CuSn8). 

El martilleado y torneado está hecho a máquina, sirve estéticamente más que en el sonido del plato. 

Está pensada para estudiantes

Se introdujo en el 2005, descontiunados en 2009

Hechos en Alemania.

- Paiste 400 (B8)

Platillos diseñados para estudiantes avanzados. Fueron producidos entre 1986 y 1992
- Paiste 404 (B8)

Platillos para Intermedios fabricados d CuSn8, producidos entre 1974 y 1985
- Paiste 505 (B8)

Platillos para Estudiantes Avanzados, producidos entre 1974 y 1985
- Paiste 1000 (B8)

Platillos semiprofesionales fabricados en CuSn8 (bronce), producidos entre 1986 y 1992, con acabado Rude,
- Paiste 2000 (B8)

Platillos profesionales fabricados de CuSn8. También fueron producidos en terminaciones ColorSound y Sound Reflection. Producidos entre 1986 a 1995
- Paiste 3000 (B8)

Platillos profesionales producidos de CuSn8. Se creó una versión RUDE y Sound Reflection. Producidos entre 1986 y 1994
- Paiste Formula 602 (B20)

Platillos fabricados de Bronzce B20. Fueron lanzados en 1957
- Paiste Sound Creation (B20)

Platillos tope de línea profesional fabricados de manera paralela a los Paiste 602, introducida en 1975 y discontinuándose en 1989.
- Paiste Colorsound 5 (B8)

Serie profesional de platillos producidos entre aproximadamentre 1983 a 1986. Estuvieron disponibles en 5 colores.Paiste auspicia a Sergio Fernández y Santiago Yamunaqué.
- Paiste Visions (Paiste Sound Alloy/B8)

Serie profesional disponible en 2 metales: "Paiste Sound Alloy" y CuSn8. Solo se fabricaron de color negro y eran especialmente diseñados para Terry Bozzio.
- Paiste Innovations (B8)

Serie profesional fabricada con el mismo metal utilizado actualmente en la serie Paiste 2oo2. Fueron introducidos en 1999
- Paiste Dimensions (B8)

Era una línea de platillos profesionales que luego fue fusionada con la serie 2oo2. Intruducidos en 1999 ya no se producen.
- Paiste Sound Formula (Paiste Sound alloy)

Una de las primeras series en utilizar la aleación patentada por Paiste, "Signature Alloy", también llamada "Sound Alloy" o "Sound Formula". Fue fusionada con la serie "Signature". También estuvo disponible en terminaciones "Reflector" entre 1992 y 1996.
- Paiste Zilko

Línea fabricada entre 1950, seguida por Paiste Stambul.
- Paiste Dixie (NS12)

Platillos económicos fabricados en 1960. Estuvieron disponibles en aleación NS12 y B8
- Paiste Stambul (B8)

Platillos tope de línea entre los años 1932 y 1965.

## Bateristas que usan Paiste
- Jeff Porcaro - Toto
- Vinnie Colaiuta
- Eric Carr - Kiss
- Randy Ebright-Molotov
- Aquiles Priester - Ex-Angra - Hangar - Noturnall
- Bill Bruford - Yes, King Crimson, Earthworks
- Carl Palmer- Emerson, Lake & Palmer; Asia
- Chad Wackerman - Frank Zappa, Allan Holdsworth
- Paul Wertico - Pat Metheny
- Larry Mullen - U2
- Chad Butler - Switchfoot
- Alex Van Halen - Van Halen
- Stewart Copeland - The Police
- Rica Balleza - Los Chidos
- Pedro Andreu - Héroes del Silencio
- John Bonham - Led Zeppelin
- Nick Mason - Pink Floyd
- Chad Smith - Red Hot Chili Peppers
- Álex González- Maná
- Tico Torres - Bon Jovi
- David Silveria - Korn
- Nicko McBrain - Iron Maiden
- Danny Carey - Tool
- Joey Jordison - Slipknot
- Eloy Casagrande - Sepultura (banda)
- Jukka Nevalainen - Nightwish
- Marky Ramone - Ramones
- Joey Castillo - Queens of the Stone Age
- Charlie Benante - Anthrax
- Ingo Schwichtenberg - Helloween
- Walter Bloise - Sapienciales, Paiste 2002
- Thomas Stauch - Blind Guardian
- John Dolmayan - System of a Down
- Phil Rudd - AC-DC
- Ian Paice - Deep Purple
- Elohim Crona - Moderatto- Isis
- Herman Rarebel - Ex Scorpions
- Chris Slade - ex AC/DC
- Dave Lombardo - Slayer
- Daniel Löble - Helloween
- Fernando Scarcella - Rata Blanca
- Luis Sanabria - Aluvión
- Marcelo Barroso - Presagios
- Ruben Rojas - In Situ